# Лиллиуайт, Стив
Стив Ли́ллиуайт (англ. Steve Lillywhite, род. 1955) — британский музыкальный продюсер, многократный лауреат премии Грэмми, наибольшую известность получивший в годы расцвета новой волны — когда записал альбомы, в частности, Siouxsie & the Banshees, XTC, Talking Heads. Позже Лиллиуайт работал, в числе прочих, с Rolling Stones, U2, 30 Seconds to Mars.

## Музыкальная карьера
Стив Лиллиуайт начал музыкальную карьеру в компании PolyGram в 1972 году в качестве оператора студии звукозаписи. Именно он записал демо-плёнку для Ultravox, на основе которой группа заключила контракт с Island Records. Вскоре и сам Лиллиуайт был принят в Island как штатный продюсер: в этом качестве он работал со многими известными музыкантами новой волны, первого коммерческого успеха добившись в августе 1978 года, когда записанный им дебютный сингл Siouxsie & the Banshees «Hong Kong Garden» стал британским хитом.
В 1980 годах Лиллиуайт работал с Питером Гэбриэлом (альбом, известный как III или Melt), The Psychedelic Furs, U2 — группой, сотрудничество с которой стало для него постоянной работой, — Simple Minds, Big Country, XTC, The Chameleons, Toyah, Talking Heads, Eddie and the Hot Rods, Morrissey, The Rolling Stones. Большой коммерческий успех имел в 1987 году записанный им сингл The Pogues «Fairytale of New York»; именно Лиллиуайт уговорил спеть дуэтом с Шейном Макгоэном свою жену, певицу Кёрсти Макколл.
В числе наиболее известных работ Лиллиуайта 1990-х годов — альбомы Morrissey, Travis, Phish, Dave Matthews Band. В 2002 году руководитель компании Universal Люсьен Грейндж (англ. Lucian Grainge) пригласил Лиллиуайта на должность управляющего директора компании. В этом качестве он подписал Дариуса (и стал исполнительным продюсером его мультиплатинового дебюта Dive In), а также Razorlight. В сентябре 2005 года Лиллиуайт присоединился к Columbia Records в качестве старшего вице-президента отдела A&R, подписав, в частности, MGMT. Он покинул лейбл в 2006 году.

## Дискография (избранное)
- 30 Seconds to Mars — This Is War
- The Adventure Babies — Laugh
- Joan Armatrading — Walk Under Ladders
- Big Country — The Crossing, Wonderland, Steeltown
- Blue October — Approaching Normal
- Chris Cornell — Carry On
- Counting Crows — Hard Candy
- Marshall Crenshaw — Field Day
- Crossfire Choir — Crossfire Choir
- Frida —Shine
- Crowded House — Time on Earth
- Darius Danesh — Dive In
- Dark Star — Twenty Twenty Sound
- Dave Matthews Band — Under the Table and Dreaming, Crash, Before These Crowded Streets
- Elwood — The Parlance of Our Time
- Питер Гэбриэл — Peter Gabriel (Peter Gabriel III)
- Guster — Lost and Gone Forever
- The La's — The La’s
- Kirsty MacColl — Kite, Electric Landlady, Galore
- Matchbox Twenty — Exile on Mainstream
- Morrissey — Vauxhall and I, Southpaw Grammar, Maladjusted
- Jason Mraz — Mr. A-Z
- Ours — Distorted Lullabies
- Penetration — Coming Up for Air
- Phish — Billy Breathes, Joy
- The Pogues — If I Should Fall From Grace with God, Peace and LovePeace and Love
- The Psychedelic Furs — The Psychedelic Furs, Talk Talk Talk
- Tom Robinson — Sector 27
- The Members — At the Chelsea Nightclub
- The Rolling Stones — Dirty Work
- Simple Minds — Sparkle in the Rain
- Siouxsie & The Banshees — The Scream
- Talking Heads — Naked
- Thompson Twins — Set
- Джонни Сандерс — So Alone
- Toyah — The Changeling
- Travis — Good Feeling
- U2 — Boy, October, War, How to Dismantle an Atomic Bomb, частично The Joshua Tree, Achtung Baby, All That You Can't Leave Behind, No Line on the Horizon
- Ultravox — Ultravox!, Ha!-Ha!-Ha!
- World Party — Bang!
- XTC — Drums and Wires, Black Sea'